# Maianthemum tubiferum
Maianthemum tubiferum là một loài thực vật có hoa trong họ Măng tây. Loài này được (Batalin) LaFrankie mô tả khoa học đầu tiên năm 1986.